# موسالو
موسالو هي قرية في مقاطعة هريس، إيران. عدد سكان هذه القرية هو 145 في سنة 2006.